# Convento (Roma Antiga)

Os conventos jurídicos da Hispânia

No contexto do Império Romano, Convento (em latim: conventus ou conventia) significa o mesmo que assembleia ou reunião, e designava, na Roma Antiga, as assembleias conjuntas de romanos e nativos que aconselhavam o governador na administração da justiça.

## Funcionamento
As assembleias jurídicas se realizavam em diversas localidades, as quais, por isso, se chamavam convento ou convento jurídico (conventus iuridicus). O governador da província, ou Legado, exercia suas funções jurídicas de forma itinerante, comparecendo anualmente a cada uma das sedes destes conventos em datas fixas, geralmente no verão. Por isso, nessas datas, a população das cercanias afluía à capital do convento para realizar toda sorte de atos jurídicos. É possível que o Legado também aproveitasse sua estadia para estabelecer as delimitações das áreas de arrecadação e recrutamento.
Por isso, o convento era mais caracterizado por sua capital — a cidade onde o governador estabelecia seu tribunal — do que por seu território, que não era fixo. Os habitantes da província podiam acorrer a qualquer sede de convento à sua escolha. Evidentemente, costumavam comparecer às sedes mais próximas de suas residências. Tudo isso explica por que os limites territoriais dos conventos sejam bastante vagos, já que não eram juridicamente definidos — ao contrário das Províncias.
Com o tempo, nas províncias romanas da Dalmácia, Ásia e Hispânia, os conventos jurídicos consolidaram-se como forma de subdivisão jurídica para ordenamento do território, servindo tanto como sede administrativa quanto como capital. Sua criação remonta, mais provavelmente, à época de Augusto.

## Conventos na Hispânia

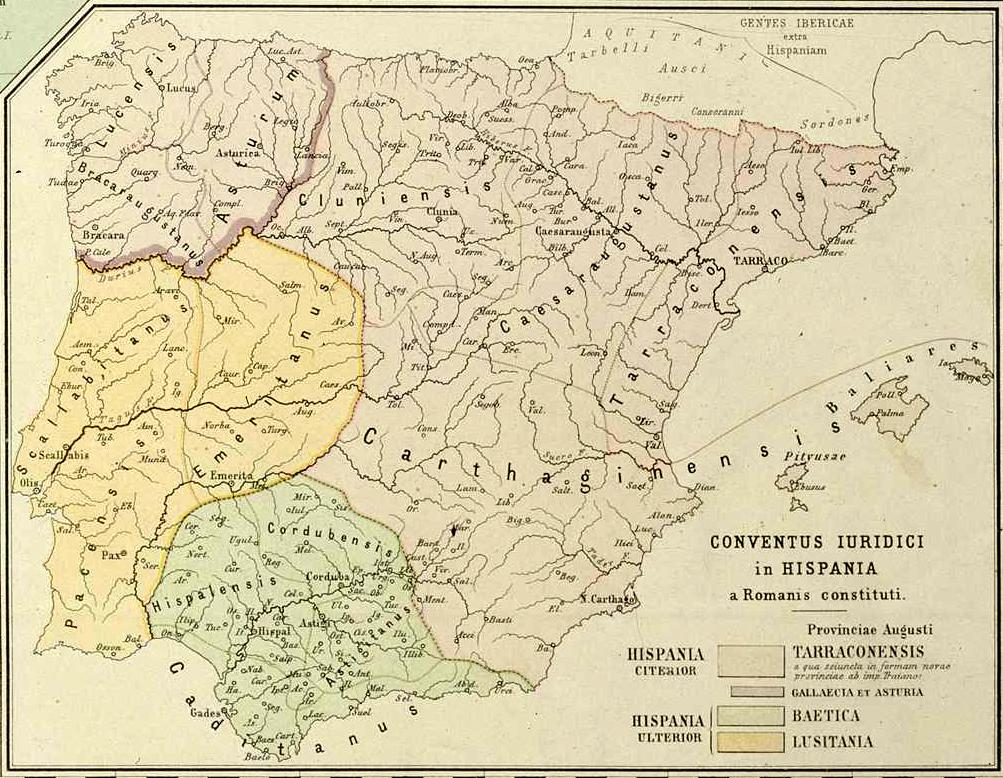
Províncias e conventos da Hispânia romana

Nos tempos de Cláudio, as três províncias que compunham a Hispânia abrangiam catorze sedes de conventos:
A província Tarraconense estava dividida em sete conventos:
1. Tarraconense (sediado na capital da província, então Tarraco, actual Tarragona).
2. Cesaraugustano (em César Augusta, atual Saragoça).
3. Cluniense (em Clúnia, perto da atual Coruña del Conde).
4. Cartaginense (em Cartago Nova, atual Cartagena). Esta última incluía, aparentemente, as ilhas Baleares.
5. Asturicense (em Astúrica Augusta, atual Astorga).
6. Lucense (em Luco de Augusto, atual Lugo).
7. Bracarense (em Brácara Augusta, atual Braga).

Destes sete, os três últimos posteriormente cindiram-se para formar a Galécia.
A província Bética estava dividida em quatro conventos:
1. Cordubense (sediado na capital da província, então Córduba, atual Córdova).
2. Hispalense (em Híspalis, atual Sevilha).
3. Gaditano (em Gadir, atual Cádis).
4. Astigitano (em Astigos, atual Écija).

A província Lusitânia estava dividida em três convento:
1. Emeritense (sediado na capital da província, então Augusta Emérita, atual Mérida).
2. Escalabitano (Escálabis, atual Santarém).
3. Pacense (em Pax Júlia, atual Beja).

O culto imperial das províncias da Hispânia se centralizaria pelos conventos.